# Pternoscirta
Pternoscirta is een geslacht van rechtvleugeligen uit de familie veldsprinkhanen (Acrididae). De wetenschappelijke naam van dit geslacht is voor het eerst geldig gepubliceerd in 1884 door Saussure.

## Soorten
Het geslacht Pternoscirta omvat de volgende soorten:
- Pternoscirta bimaculata Thunberg, 1815
- Pternoscirta caliginosa Haan, 1842
- Pternoscirta cinctifemur Walker, 1859
- Pternoscirta longipennis Xia, 1981
- Pternoscirta pulchripes Uvarov, 1925
- Pternoscirta villosa Thunberg, 1815